# Johnny Simmons
Pour les articles homonymes, voir Simmons.
Johnny Simmons, de son vrai nom John James Simmons, né le 28 novembre 1986 à Montgomery, Alabama est un acteur américain.

## Biographie
Il a grandi à Dallas, Texas, où il a fréquenté la  Nathan Adams Elementary, TC Marsh Middle School. Il est diplômé en 2005 de la W. T. White High School (en). De mai à octobre 2011, il a été en couple avec l'actrice britannique Emma Watson.

## Filmographie

### Cinéma

#### Courts métrages
- 2004 : Then Hereafter de Jay Chern : jeune Eric
- 2006 : My Ambition de Keith Dinielli : Jules Walters
- 2011 : Grow Up Already de Richard Keith : Andy
- 2013 : Whiplash de Damien Chazelle

#### Longs métrages
- 2007 : Evan tout-puissant (Evan Almighty) de Tom Shadyac : Dylan Baxter (VF : Hervé Grull)
- 2007 : Boogeyman 2 de Jeff Betancourt : Paul
- 2008 : Trucker de James Mottern : adolescent #1 (sous le nom de Jonnie Simmons)
- 2008 : The Spirit de Frank Miller : jeune esprit
- 2009 : Jennifer's Body de Karyn Kusama : Chip Dove
- 2009 : Palace pour chiens (Hotel for Dogs) de Thor Freudenthal : Dave
- 2009 : The Greatest de Shana Feste : Ryan Brewer
- 2010 : Scott Pilgrim (Scott Pilgrim vs. the World) d'Edgar Wright : jeune Neil Nordegraf
- 2011 : La Conspiration (The Conspirator) de Robert Redford : John Surratt
- 2011 : A Bag of Hammers (en) de Brian Crano : Kelsey à 18 ans
- 2012 : 21 Jump Street de Phil Lord et de Chris Miller : Billiam Willingham
- 2012 : Le Monde de Charlie (The Perks of Being a Wallflower) de Stephen Chbosky : Brad
- 2013 : The Sex List de Maggie Carey : Cameron (VF : Damien Locqueneux)
- 2014 : Frank and Cindy de G.J. Echternkamp : GJ
- 2015 : The Prison Experiment - L'Expérience de Stanford de Kyle Patrick Alvarez : Jeff Jansen
- 2016 : The Phenom de Noah Buschel : Hopper Gibson
- 2016 : The Late Bloomer  de Kevin Pollak : Dr. Peter Newmans
- 2023 : Sing Sing : Détenu anonyme

### Télévision

#### Séries télévisées
- 2006 : Numb3rs (saison 3, épisode 11 : Toujours plus haut) : Matt McCrary
- 2012 : Elementary (saison 1, épisode 03 : La Chambre du monstre) : Adam Kemper
- 2014 : Klondike (mini-série, 6 épisodes) : Jack London
- 2015 : The Good Wife : Erik Barsetto (Saison 7, épisode 2)
- 2017 : Girlboss : Shane

#### Téléfilms
- 2011 : Cinema Verite de Shari Springer Berman et de Robert Pulcini : Kevin Loud
- 2013 : Blink de Vera Herbert : Dodge